# Enter My Silence
Enter My Silence ist eine finnische Melodic-Death-Metal-Band aus Jyväskylä, die im Jahr 1995 unter dem Namen Captivity gegründet wurde.

## Geschichte
Die Band wurde gegen Ende 1995 von Schlagzeuger Teemu Hokkanen, Bassist Arto Huttunen, Gitarrist Ville Lapio und Gitarrist und Sänger Tuomas Jäppinen unter dem Namen Captivity gegründet. Nachdem sie ein Jahr lang die ersten Lieder entwickelt hatten, folgte im November 1996 ein erstes Demo, das drei Lieder umfasste. In den folgenden Monaten schlossen sich einige kleine Auftritte an, bis Lapio die Band verließ. Daraufhin wechselte Huttunen vom Bass zur E-Gitarre, sodass der Posten des Bassisten vorerst offenblieb. Im Jahr 1997 suchte die Band nach einem passenden Bassisten. Jedoch fand die Band noch immer keinen passenden Ersatz, sodass die Gruppe im September das nächste Demo als Trio aufnahm. Da Hokkanen 1998 seinen Wehrdienst ableisten musste, arbeiteten Jäppinen und Huttunen an neuen Liedern. Nachdem Hokkanen im September zurückgekehrt war, änderte die Band ihren Namen in Enter My Silence. Nach einigen weiteren Proben, begab sich die Band in das Watercastle Studio in Jyväskylä, um das Demo Sophia’s Eye im Dezember aufzunehmen. Im Folgejahr schrieb die Band an neuen Liedern. Außerdem erreichte sie einen Vertrag bei Mighty Music. Anfang 2000 kam Lapio wieder zur Band zurück, dieses Mal als Bassist. Außerdem kam Mikko Kotamäki als Sänger zur Band, sodass sich Jäppinen komplett auf das Spielen der Gitarre konzentrieren konnte. Im Juli 2000 begab sich die Band erneut in das Watercastle Studio, um ihr Debütalbum Remotecontrolled Scythe aufzunehmen, das in Europa im März 2001 über Mighty Music erschien. Für den Rest des Jahres spielte die Band Konzerte in ganz Finnland. Außerdem erschien das Album in den USA über WWIII Records/Mercenary Musik. Gegen Ende des Jahres verließ Lapio die Band wieder. Da Jäppinen auch durch seine Arbeit stark eingebunden war, war die Band nur noch wenig aktiv. Das Jahr 2002 und den größten Teil des Jahres 2003 verbrachte die Band mit wenigen Proben. Gegen Ende 2003 kam Bassist Ville Friman zur Band. Daraufhin begannen die Arbeiten zu einem zweiten Album. Im Oktober verließ Sänger Kotamäki die Band, da er sich Swallow the Sun widmen wollte. Als Ersatz kam Mika Lisitzin etwa einen Monat vor den Aufnahmen zum zweiten Album zur Besetzung. Zwei Tage vor den Aufnahmen trennte sich Mighty Music von der Band, sodass die Aufnahmen in Eigenregie stattfanden. Die Aufnahmen fanden in vier Sitzungen von Ende November bis Mitte Februar 2005 im Watercastle Studio statt. Den Rest des Jahres 2005 verbrachte die Band hauptsächlich mit der Suche nach einem passenden Label. Im Oktober unterzeichnete die Band einen Vertrag bei JMT Music, worüber das Album Coordinate: D1SA5T3R im Februar 2006 weltweit erschien.

## Stil
Die Band spielt klassischen Melodic Death Metal im Stil von Bands wie In Flames und Soilwork.

## Diskografie
als Captivity
- 1996: Demo Tape #1 (Demo, Eigenveröffentlichung)
- 1997: Demo Tape #2 (Demo, Eigenveröffentlichung)

als Enter My Silence
- 1999: Sophia’s Eye (Demo, Eigenveröffentlichung)
- 2001: Remotecontrolled Scythe (Album, Mighty Music)
- 2006: Coordinate: D1SA5T3R (Album, JMT Music)